# Der Kampf der Häuptlinge
Der Kampf der Häuptlinge (französischer Originaltitel: Le combat des chefs) ist ein Comic der Asterix-Reihe, der von René Goscinny geschrieben und von Albert Uderzo gezeichnet wurde. Die Erstveröffentlichung erfolgte 1964 in der Zeitschrift Pilote. Im Original ist es der siebte Band, in Deutschland allerdings der vierte. 1989 diente der Comic als Vorlage für einen Teil des Zeichentrickfilms Asterix – Operation Hinkelstein. Im Jahr 2025 veröffentlichte Netflix die Serie Asterix & Obelix: Der Kampf der Häuptlinge, die ebenfalls auf dem Comic basiert.

## Handlung
Die Römer versuchen mit einer neuen Taktik, die unbeugsamen Gallier zu besiegen: Sie beschließen einen traditionellen Kampf der Häuptlinge austragen zu lassen. Der Sieger solch eines Kampfes wird traditionellerweise Häuptling beider Stämme. Zenturio Lacmus, der Kommandant des Lagers Babaorum, und sein Lagerführer Spreizfus suchen den Rom freundlich gesinnten Häuptling des Dorfes Serum, Augenblix (in älteren Ausgaben: Aplusbegalix), dafür aus, der körperlich besonders stark ist. Um sicherzustellen, dass Majestix besiegt werden kann, beschließen die Römer, vorher den Druiden Miraculix zu fangen, damit dieser keinen Zaubertrank mehr zubereiten kann.
Ein kleiner römischer Stoßtrupp bricht zum gallischen Dorf auf und lauert dem Druiden auf. Als „Büsche“ getarnt, können sie sich dem Druiden nähern und wollen ihn festnehmen. Asterix und Obelix bemerken dies und eilen herbei. Obelix wirft seinen Hinkelstein und trifft unbeabsichtigt den Druiden, der dadurch sein Gedächtnis verliert und sich weder an die gallischen Dorfbewohner noch an das Rezept des Zaubertrankes erinnern kann.
Augenblix fordert nun Majestix zum Kampf heraus. Die Gallier versuchen alles, damit der Druide sich an das Rezept erinnert, und geben ihm Kessel und Zutaten. Miraculix kocht verschiedene Tränke, die jedoch zunächst nur in Explosionen enden. Die Gallier beschließen, einen zweiten Druiden zu holen, der ihnen helfen soll. Asterix und Obelix suchen Amnesix auf, dessen Spezialität es ist, Leute zu heilen, die den Verstand verloren haben. Amnesix kommt ins gallische Dorf und bittet Obelix, den Hinkelsteinschlag zu schildern. Obelix demonstriert dies, indem er seinen Hinkelstein auf ihn schleudert, worauf nun beide Druiden ohne Gedächtnis sind.
Die Römer haben durch den Legionär Handzumgrus, der die Gallier ausspionieren sollte, dann aber von ihnen als Versuchskaninchen für die diversen von Miraculix gebrauten Tränke verwendet wird, erfahren, dass der Druide den Trank nicht mehr brauen kann. Der Kampf der Häuptlinge beginnt, und Majestix muss ohne Zaubertrank teilnehmen. Obelix hat jedoch eine Idee: Um den Druiden zu heilen, wirft er seinen Hinkelstein ein zweites Mal auf Miraculix – der in diesem Augenblick durch einen von Amnesix gemixten Trank gesund geworden ist. Der Wurf richtet jedoch keinen weiteren Schaden an. Der Druide kocht den Zaubertrank, und sie bringen den Trank in Flaschen zur Arena, wo der Kampf bereits läuft. Majestix, der Augenblix unterlegen ist, versucht eine direkte Konfrontation zu vermeiden, indem er seinem Gegner beständig ausweicht. Als Asterix seinem Häuptling zuruft, dass sie den Zaubertrank nun haben, hält Majestix inne und besiegt den inzwischen völlig außer Puste gekommenen Augenblix mit einem Faustschlag.
Die Römer greifen an, werden jedoch dank des Zaubertrankes von den Galliern besiegt. Majestix verzichtet darauf, Häuptling von Augenblix’ Stamm zu werden. Dieser wurde während des Kampfes jedoch von einem Hinkelstein getroffen und hat fortan sein Gedächtnis verloren. Das Dorf Serum wendet sich schließlich von der römischen Kultur ab und kehrt wieder zu den Bräuchen der Vorfahren zurück. Der Sieg wird im gallischen Dorf mit einem großen Festmahl gefeiert.

## Veröffentlichung
Die Erstveröffentlichung erfolgte 1964 in der Zeitschrift Pilote. Bisher sind sechs Mundart-Ausgaben erschienen, nämlich Ostfränkisch: Di Haibtling’ raffm’s raus! (1998), Münchnerisch Ozabfd is! (2001), Unterfränkisch: Då boxe di Beudel (2006), Ruhrdeutsch: Voll auffe Omme! (2019), Kölsch: Et Baasjezänks (2022) und Tirolerisch: Mander, s'isch Zeit! (2025).

### Bezüge innerhalb der Reihe
Nachdem Asterix und Obelix Reisen nach Lutetia, Germanien, Rom und Ägypten sowie eine komplette Runde durch Gallien unternommen haben, ist dies die erste Geschichte seit Band 1, die ausschließlich im Umfeld des Dorfes spielt.
Es handelt sich um einen der wenigen Bände, in dem andere Druiden zu sehen sind.
Erstmals sieht man einen anderen gallischen Stammeshäuptling. In Asterix und der Kupferkessel ist mit Moralelastix ein weiterer Häuptling zu sehen.
In diesem Band wird Idefix das einzige Mal – kurzfristig – in der Obhut von Majestix gelassen.

### Moderne Bezüge
In diesem Band ist auf einem Plakat das Marsupilami von André Franquin als „sagenhaftes Fabeltier vom Mars“ (in späteren Auflagen als „Wunder der Natur: das Marsupilamix“) zu sehen.

### Anspielungen auf Personen
Der römische Adjutant Spreizfus (ursprünglich: Perclus) ist dem italienischen Philosophen Niccolò Machiavelli nachempfunden. Sein Kommandant Zenturio Lacmus (ursprünglich: Langelus) könnte eine Karikatur von Benito Mussolini sein.